# Förvaltningsstiftelsen för SR, SVT och UR
Förvaltningsstiftelsen för SR, SVT och UR (in inglese: Foundation Management for SR, SVT, and UR; in italiano: Fondazione per la gestione di SR, SVT e UR) è una fondazione di proprietà del governo svedese che possiede le aziende pubbliche del gruppo SVT Sveriges Television och Radio Grupp AB, vale a dire Sveriges Television (SVT), Sveriges Radio (SR) e Sveriges Utbildningsradio (UR).
La fondazione è stata istituita nel 1997 e la sua missione è quella di fungere da cuscinetto tra il governo e le aziende, ovvero di gestione i rapporti tra il Governo e il gruppo radiotelevisivo SVT insieme alle sue affiliate. Si occupa anche della vigilanza delle emittenti e dei programmi tv e radio.
L'azienda possiede e gestisce anche partecipazioni in società di software e nomina delle Commissioni.

## Storia
Il periodo che va dalla metà degli anni 80 è stato turbolento per il mondo dei mass media svedesi. Diversi fattori, come la televisione satellitare e l'espansione della TV via cavo, hanno messo a dura prova il futuro delle imprese TV e radio pubbliche, che fino ad allora detenevano il monopolio.
Nella primavera del 1993, il Parlamento svedese ha deciso di rivedere la proprietà delle società di servizi pubblici. Prima di questo cambiamento, le azioni della società controllante erano suddivisi, dal 1970, tra i folkrörelserna (i movimenti popolari, che detenevano il 60%), i näringslivet (l'industria, che controllava il 20%) e dagspressen (i quotidiani, che possedevano il restante 20%). Nel 1997 è stata cambiata di nuovo l'organizzazione e le tre aziende sono state fuse in un unico soggetto, che aveva la responsabilità di tutte e tre le società di servizi pubblici. Il governo e il Parlamento hanno giustificato questo cambiamento d'organizzazione in quanto i tre organi di gestione perseguivano il medesimo obiettivo generale.

## Il Consiglio di fondazione (Consiglio di Amministrazione e di gestione)
Il Consiglio di amministrazione della fondazione dal 2010 è composto dal presidente, dal vicepresidente e da undici membri aggiuntivi, nominati dal Governo su proposta dei partiti politici in Parlamento, senza quest'ultimo abbia influenza immediata ad ogni rinnovo dopo le elezioni generali.
Il presidente è in carica per quattro anni e i membri per otto anni. Così, se il presidente può essere sostituito da un nuovo governo in carica, non può avvenire lo stesso per la composizione del Consiglio. Secondo il rapporto SOU 2005, le posizioni nel Consiglio di Fondazione di gestione sono legate a partiti parlamentari e distribuiti in base alle dimensioni del partito. In caso di pensione, il presidente o un membro del Consiglio può designare un nuovo candidato. Al momento, i componenti sono così distribuiti:
- sei membri del Partito socialdemocratico;
- due cristiano-democratici (uno di loro Presidente);
- uno dal partito di sinistra;
- uno del partito liberale;
- uno del partito conservatore.

### Presidenti del consiglio di amministrazione e di gestione della fondazione
- Ove Joanson Sven (2003-2011)
- Christer Nilsson Nuvarande (dal 2012)

## Compiti, doveri e diritti
Fino all'autunno del 2009, il Consiglio della Fondazione aveva il potere di nominare la maggioranza dei membri del consiglio delle società di produzione e da allora nomina il Consiglio di Fondazione, tutti i membri dei rispettivi consigli di amministrazione. In precedenza, il governo nominava (previa consultazione delle parti parlamentari) il presidente del consiglio di amministrazione, ma questo compito è svolto ora completamente della Förvaltningsstiftelsen för SR, SVT och UR.
La Fondazione non esercita alcuna influenza diretta sui programmi o il loro contenuto né sulle emittenti ha potere diretto, però vigilia su di esse (sia sulle aziende che sulle trasmissioni).